# Hendrik Bolhuis

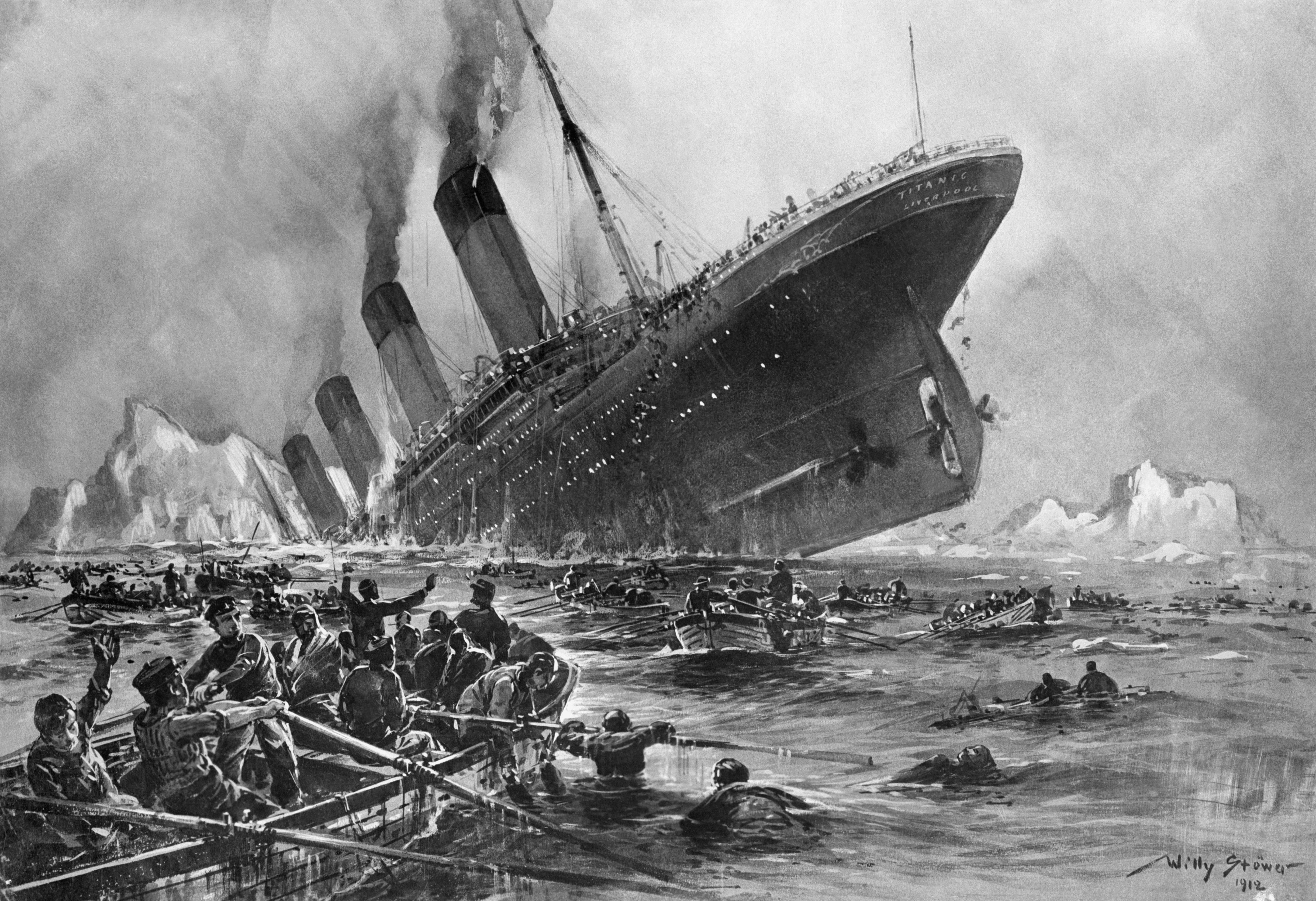
De ondergang van de RMS Titanic (1912)

Hendrik (Hennie) Bolhuis (Wittewierum, 26 december 1884 – Atlantische Oceaan, 15 april 1912) was een Nederlandse kok aan boord van de Titanic. Net als de overige twee Nederlanders aan boord, ondernemer jhr. Johan George Reuchlin en stoker Wessel van der Brugge, overleefde hij de scheepsramp met dit onzinkbaar geachte schip niet.

## Leven en werk
Bolhuis werd in 1884 geboren als zoon van Hindrik Bolhuis en Anje Kooima. Hij groeide op in de stad Groningen waar zijn ouders een kruidenierszaak dreven in de Steentilstraat. Hij werkte enige jaren als bakkersknecht in de Oude Ebbingestraat, waar hij ook op kamers ging wonen. Nadien volgde hij in Utrecht waarschijnlijk een koksopleiding. Na de dood van zijn ouders in 1910, trok hij de wijde wereld in. Hij werkte in hotels in Monte Carlo, Parijs en Oostende. Mooie Hennie, zoals zijn bijnaam luidde, trad in 1911 als kok in dienst van de White Star Line, aan boord van de RMS Olympic. In 1912 werd hij een van de 81 medewerkers van het keukenpersoneel aan boord van de Titanic, waar hij werkte als voorsnijder in de keuken van het à-la-carterestaurant. Als kok in een overwegend uit Fransen bestaande keukenbrigade, had Bolhuis weinig kans om de ramp te overleven. Van de tachtig medewerkers van het restaurant zouden er slechts drie de ramp overleven, de twee caissières en de klerk die werkzaam was in de keuken.
Zijn lichaam werd - zo het al werd geborgen - nooit geïdentificeerd. Bolhuis' broer Klaas vernam het nieuws van de dood van zijn broer pas in de zomer van 1912. Hij ontving het restant van Bolhuis' spaarbankboekje en een deel achterstallig salaris van de White Star Line. De familie plaatste een rouwadvertentie in het Nieuwsblad van het Noorden: Heden den 22en Juli ontvingen wij het treurige bericht uit Monte Carlo dat onze geliefde broer Hendrik in de ouderdom van 27 jaar, bij het vergaan van de "Titanic", den 14en April op zoo jammerlijke wijze het leven verloor. 
Op 14 april 2012, honderd jaar na het vergaan van de Titanic, werd bij het Noordelijk Scheepvaartmuseum in Groningen een - zeer tijdelijk - ijsmonument ter nagedachtenis aan Bolhuis onthuld door burgemeester Peter Rehwinkel. In het najaar van 2012 organiseerde hetzelfde museum een tentoonstelling onder de titel Nederlanders aan boord van de Titanic.